# Quivi Quivi Alta
Quivi Quivi Alta (auch: Quivi Quivi Alto) ist eine Ortschaft im Departamento Potosí im Hochland des südamerikanischen Anden-Staates Bolivien.

## Lage im Nahraum
Tecoya ist die größte Ortschaft des Kanton Tecoya im Municipio Betanzos in der Provinz Cornelio Saavedra. Die Ortschaft und liegt auf einer Höhe von 3466 m am Río Khullku, einem Zufluss des Río Miculpaya, der flussabwärts über den Río Ticoya und den Río Jachcha Llullu in den Río Khona Paya mündet.

## Geographie
Quivi Quivi Alta liegt zwischen dem bolivianischen Altiplano im Westen und der Cordillera Central im Osten. Das Klima der Region ist ein typisches Tageszeitenklima, bei dem die Temperaturschwankungen im Tagesverlauf stärker ausfallen als im Jahresverlauf.
Die Jahresdurchschnittstemperatur in den Tallagen der Region beträgt etwa 17 °C (siehe Klimadiagramm Betanzos), die Monatswerte schwanken nur unwesentlich zwischen 14 °C im Juni/Juli und 19 °C von November bis Januar. Die jährliche Niederschlagsmenge liegt bei knapp 500 mm, die Monate Mai bis September sind arid mit Monatswerten unter 15 mm, nur im Januar wird ein Niederschlag von 100 mm erreicht.

## Verkehrsnetz
Quivi Quivi Alta liegt in einer Entfernung von 42 Straßenkilometern östlich von Potosí, der Hauptstadt des Departamentos.
Südlich an Quivi Quivi vorbei führt die Nationalstraße Ruta 5, die von La Palizada im Departamento Santa Cruz über Sucre und Betanzos weiter nach Potosí, Ticatica, Pulacayo und Uyuni bis an die Grenze von Chile führt. Am östlichen Ortseingang von Betanzos zweigt eine Landstraße in nördlicher Richtung von der Ruta 5 ab und erreicht über Tecoya und vorbei an Quivi Quivi Media nach elf Kilometern Quivi Quivi Alta.

## Bevölkerung
Die Einwohnerzahl der Ortschaft ist in den vergangenen beiden Jahrzehnten deutlich angestiegen:
| Jahr | Einwohner         | Quelle       |
| ---- | ----------------- | ------------ |
| 1992 | keine Detaildaten | Volkszählung |
| 2001 | 375               | Volkszählung |
| 2010 | 673               | Volkszählung |
| 2024 |                   | Volkszählung |